# Pedro Díaz Fanjul
Pedro Díaz Fanjul (nascut el 5 de juny de 1998) és un futbolista asturià que juga com a migcampista central al Rayo Vallecano.

## Carrera de club

### Sporting de Gijón
Nascut a Siero, Astúries, Díaz es va formar com a juvenil amb l'Sporting de Gijón. Va fer el seu debut sènior amb el filial el 8 de març de 2015 amb només 16 anys, començant com a titular en una derrota a Segona Divisió B per 1-3 fora de casa contra el Racing de Ferrol.
Díaz va renovar el seu contracte fins al 2019 el 30 de desembre de 2015. Va marcar el seu primer gol sènior quatre dies després, marcant l'últim en la victòria a casa per 2-0 contra el CD Guijuelo.
Díaz va debutar amb el primer equip el 6 de setembre de 2017, com a titular en una victòria per 1-0 contra el CF Reus Deportiu, per a la Copa del Rei de la temporada. Abans de la campanya 2019-20, definitivament va ser ascendit al primer equip.
Díaz va marcar el seu primer gol com a professional l'1 de setembre de 2019, marcant el primer gol en una victòria a casa per 2-0 davant l'Albacete Balompié. El 8 de març de 2021, ja establert com a titular habitual, va renovar el seu contracte fins al 2025.

### Bordeaux
El 3 d'agost de 2023, l'Sporting va anunciar que havia arribat a un acord amb l'FC Girondins de Bordeus de la Ligue 2 per al traspàs de Díaz.

### Rayo Vallecano
El 5 d'agost de 2024, Díaz va fitxar pel club La Liga Rayo Vallecano amb un contracte de tres anys.